# Deutsche Tonstraße

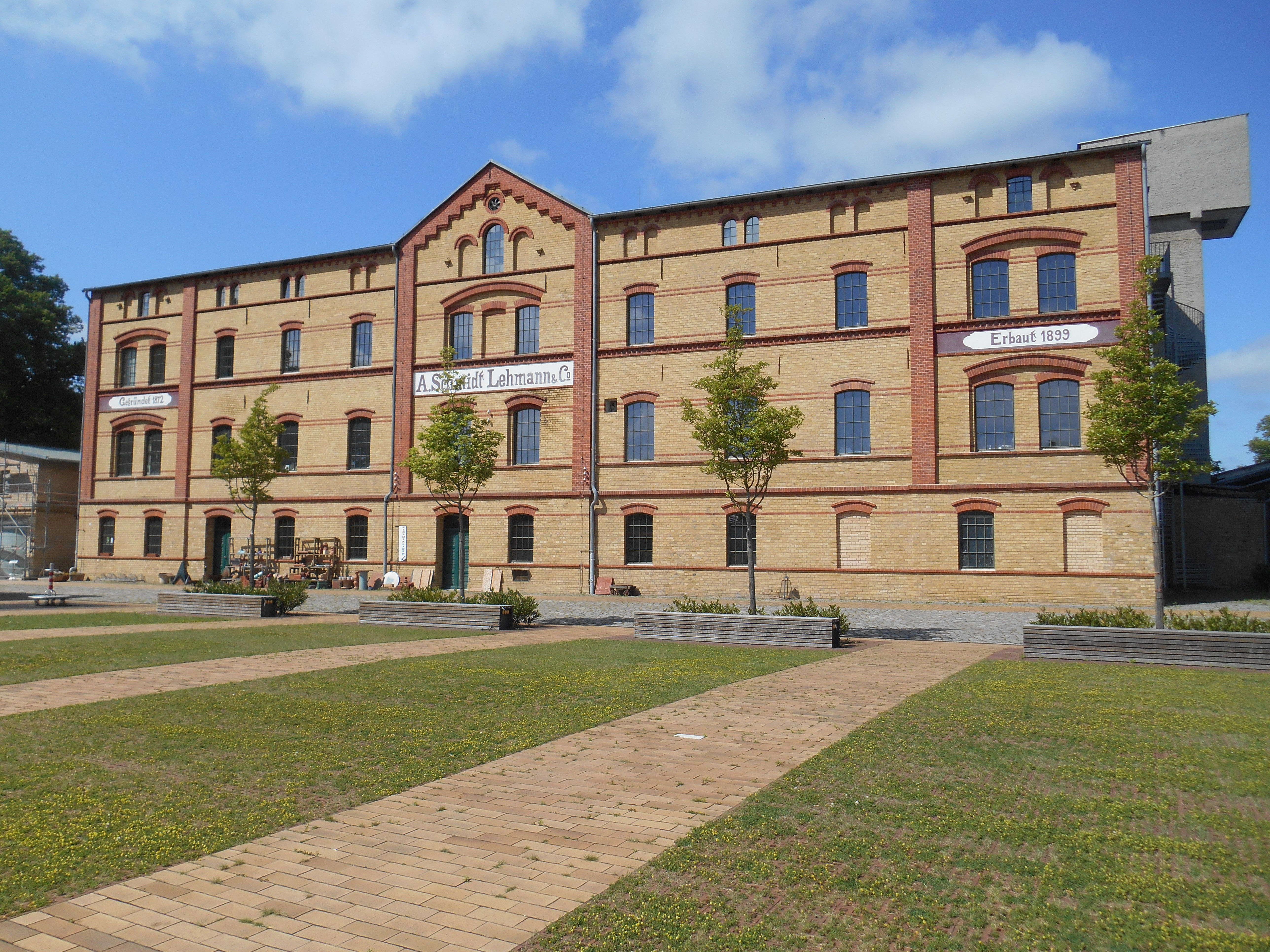
Keramiekmuseum Velten

De Deutsche Tonstraße is een toeristische autoroute in Duitsland. De 215 kilometer lange bewegwijzerde route loopt door 46 gemeenten in de deelstaten Brandenburg en Berlijn. Ze is gewijd aan keramiek en klei en doet onder andere het Keramiekmuseum van Velten aan.